# Igreja de São João Batista (Bombaim)
A igreja de São João Baptista é uma igreja em ruínas em Andheri, perto de Bombaim. Foi construída pelos jesuítas portugueses em 1579 e aberta ao culto durante o dia de João Baptista no mesmo ano. O edifício foi abandonado em 1840, na sequência de uma epidemia que atingiu a localidade, sendo o culto, a pia batismal e os altares transferidos para Maroli, nas imediações.